# 結蘭膠
結蘭膠（英語：gellan gum）是一種水溶性的高分子多醣,寡聚糖膠狀物，由一種假單胞桿菌屬的細菌產生。經常被當作食品添加物，可使食品變濃稠、穩定；但不為人體所消化吸收。常添加在果醬、果凍、飲料及優酪乳等乳製品之中。